# Герісбург (Північна Кароліна)
Герісбург (англ. Garysburg) — місто (англ. town) в США, в окрузі Нортгемптон штату Північна Кароліна. Населення — 904 особи (2020).

## Географія
Герісбург розташований за координатами 36°26′52″ пн. ш. 77°33′37″ зх. д. / 36.44778° пн. ш. 77.56028° зх. д. (36.447851, -77.560383).  За даними Бюро перепису населення США в 2010 році місто мало площу 2,44 км², уся площа — суходіл.

## Демографія
Згідно з переписом 2010 року, у місті мешкало 1057 осіб у 461 домогосподарстві у складі 278 родин. Густота населення становила 433 особи/км².  Було 536 помешкань (219/км²).
Расовий склад населення:
| - 95,4 % — чорних або афроамериканців - 2,4 % — білих - 0,9 % — корінних американців - 0,1 % — вихідців з тихоокеанських островів |

До двох чи більше рас належало 1,2 %. Частка іспаномовних становила 0,8 % від усіх жителів.
За віковим діапазоном населення розподілялося таким чином: 22,7 % — особи молодші 18 років, 61,8 % — особи у віці 18—64 років, 15,5 % — особи у віці 65 років та старші. Медіана віку мешканця становила 44,7 року. На 100 осіб жіночої статі у місті припадало 79,2 чоловіків;  на 100 жінок у віці від 18 років та старших — 70,2 чоловіків також старших 18 років.
Середній дохід на одне домашнє господарство  становив 30 614 долари США (медіана — 25 833), а середній дохід на одну сім'ю — 35 112 долари (медіана — 29 531). Медіана доходів становила 27 396 доларів для чоловіків та 28 317 доларів для жінок. За межею бідності перебувало 34,8 % осіб, у тому числі 41,9 % дітей у віці до 18 років та 26,5 % осіб у віці 65 років та старших.
Цивільне працевлаштоване населення становило 356 осіб. Основні галузі зайнятості: освіта, охорона здоров'я та соціальна допомога — 25,0 %, публічна адміністрація — 22,5 %, транспорт — 13,2 %, роздрібна торгівля — 11,8 %.